# Olimpíada de matemática dos Balcãs
Olimpíada de matemática dos Bálcãs (em inglês  Balkan Mathematical Olympiad - BMO) é um concurso internacional de matemática para estudantes dos países europeus.

## Participantes (incompleto)
- Albânia
  - BMO 2002: 1.Deni Raco  2.Evarist Byberi  3.Arlind Kopliku  4.Kreshnik Xhangolli  5.Dritan Tako  6.Erind Angjeliu
  - BMO 2006: 1.Eni Duka  2.Erion Dula  3.Keler Marku  4.Klevis Ymeri  5.Anri Rembeci  6.Gjergji Zaimi
  - BMO 2008: 1.Tedi Aliaj  2.Sindi Shkodrani  3.Disel Spahia  4.Arbeg Gani  5.Arnold Spahiu
  - BMO 2009: 1.Andi Reci  2.Ridgers Mema  3.Arbana Grembi  4.Niko Kaso  5.Erixhen Sula  6.Ornela Xhelili
  - BMO 2010: 1.Andi Nika  2.Olsi Leka  3.Florida Ahmetaj  4.Ledio Bidaj  5.Endrit Shehaj  6.Fatjon Gerra
  - BMO 2011: 1.Florida Ahmetaj  2.Erjona Topalli  3.Keti Veliaj  4.Disel Spahija  5.Franc Hodo  6.Ridgers Mema
  - BMO 2012: 1.Boriana Gjura  2.Fatjon Gera  3.Erjona Topalli  4.Gledis Kallço  5.Florida Ahmetaj  6.Genti Gjika

- Macedônia do Norte
  - BMO 2001: 1.Ilija Jovceski  2.Todor Ristov  3.Kire Trivodaliev 4.Riste Gligorov  5.Zoran Dimov 6.Irina Panovska
  - BMO 2002: 1.Ilija Jovceski  2.Stojan Trajanovski  3.Vesna Stojanoska 4.Irina Panovska  5.Zoran Dimov 6.Trifun Karaevski
  - BMO 2003: 1.Ilija Jovceski  2.Stojan Trajanovski  3.Zoran Dimov 4.Bojan Prangoski  5.Angel Stanoev 6.Marina Zaharieva
  - BMO 2004: 1.Zoran Dimov 2. Ilinka Ivanoska 3. Vesna Kirandziska 4. Visar Zejnulahu 5. Jana Giceva 6. Riste Stojanov
  - BMO 2005: 1.Angel Stanoev  2.Alen Stojanov  3.Viktor Simjanoski 4.Ilinka Ivanovska  5.Vesna Kirandziska 6.Aleksandar Ilioski
  - BMO 2006: 1.Bodan Arsovski 2. Maja Taseska  3. Viktor Simjanovski  4. Aleksandar Ilioski  5. Visar Zejnulahu  6. Andrej Risteski
  - BMO 2007: 1.Bodan Arsovski 2.Viktor Simjanovski  3. Aleksandar Ilioski  4. Andrej Risteski  5. Matej Dobrevski  6.Vlatko Dimitrov
  - BMO 2008
    - time A: 1.Bodan Arsovski 2.Bojan Joveski 3.Dimitar Trenevski 4.Stefan Lozanovski 5.Matej Dobrevski 6.Kujtim Rahmani
    - time B: 1.Predrag Gruevski 2.Zlatko Joveski 3.Filip Talimdzioski 4.Petar Filev 5.Andrej Risteski 6.Darko Domazetovski

  - BMO 2009: 1.Bodan Arsovski  2.Filip Talimdzioski  3.Bojan Joveski 4.Predrag Gruevski  5.Stefan Lozanovski 6.Stefan Stojcevski
  - BMO 2010: 1.Predrag Gruevski  2.Stefan Stojcevski 3.Zlatko Joveski 4.Bodan Arsovski 5.Binjamin Tekesanoski
  - BMO 2011: 1.Predrag Gruevski 2.Filip Stankovski 3.Stefan Stojcevski 4.Binjamin Tekesanoski 5.Vasil Kuzevski 6.Angela Josifovska
  - BMO 2012: 1.Stefan Stojcevski 2.Vasil Kuzevski 3.Aleksandar Momirovski 4.Filip Stankovski 5.Rosica Dejanovska 6.Marija Tepegjozova

- Moldávia
  - BMO 2009: 1.Gramatki Iulian 2.Guzun Ion 3.Ilasenco Andrei 4.Ivanov Andrei 5.Mogoreanu Dan 6. Zubarev Alexei
  - BMO 2010 team A: 1.Gramatki Iulian 2.Ilasenco Andrei 3.Zubarev Alexei 4.Indricean Mihai 5.Godina Teodor 6.Ivanov Andrei
  - BMO 2010 team B: 1.Boscanean Andrian 2.Pupazan Gheorghe 3.Grigoroi Alexandru 4.Sali Adrian 5.Cheian Dinis 6.Zbirnea Alexei
  - BMO 2011: 1.Cheian Dini 2.Godina Teodor 3.Grigoroi Alexandru 4.Ivanov Andrei 5.Pupazan Gheorghe 6.Zanoci Cristian

- Romênia
  - BMO 2010: 1.Pădurariu Tudor 2.Chindea Filip 3.Radu Bumbăcea 4.Drăgoi Octav 5.Cerrahoğlu Ömer 6.Ivanovici Ştefan
  - BMO 2011 team A: 1.Cerrahoğlu Ömer 2.Pădurariu Tudor 3.Drăgoi Octav 4.Radu Bumbăcea 5.Bud Viorel Andrei 6.Milu Alexandru Andrei
  - BMO 2011 team B: 1.Dănăilă Dan 2.Tiba Marius 3.Stanciu Ioan 4.Ivanovici Ştefan-Adrian 5.Tirc Sorin 6.Toma Florina
  - BMO 2012: 1.Cerrahoğlu Ömer 2.Tran Bach Hai 3.Drăgoi Octav 4.Ivanovici Ștefan 5.Spătaru Ștefan 6.Toma Florina

- Turquia
  - A Turquia não participou da BMO em 2006
  - BMO 2007: 1.Burak Saglam 2.Melih Ucer 3.Semih Yavuz 4.Tugba Uzluer 5.Sureyya Emre Kurt 6.Cafer Tayyar Yildirim
  - BMO 2008: 1.Umut Varolgunes 2.Melih Ucer 3.Semih Yavuz 4.Omer Faruk Tekin 5.Alper Inecik 6.Fehmi Emre Kadan
  - BMO 2009: 1.Umut Varolgunes 2.Melih Ucer 3.Ufuk Kanat 4.Vefa Goksel 5.Sureyya Emre Kurt 6.Fehmi Emre Kadan
  - BMO 2010: 1.Ozan Yıldız 2.Melih Ucer 3.Ufuk Kanat 4.Mehmet Sönmez 5.Hikmet Yildiz 6.Polatkan Polat
  - BMO 2011: 1.Mehmet Efe Akengin 2.Yunus Emre Demirci 3.Ufuk Kanat 4.Polatkan Polat 5.Memhet Sönmez 6.Yiğit Yargıç
  - BMO 2012  team A: 1.Mehmet Efe Akengin 2.Yunus Emre Demirci 3.Ufuk Kanat 4.Mehmet Sönmez 5.Berfin Simsek 6.Mehmet Akif Yildiz
  - BMO 2012  team B: 1.Eray Aydin 2.Mehmet Eren Durlanik 3.Fatih Kaleoglu 4.Muhammed İkbal Ulvi 5.Burak Varici 6.Orhan Tahir Yavascan

- Bósnia e Herzegovina

- Bulgária
  - BMO 1985: 1. Vasil Daskalov: Medalha de Ouro; 2. Nikolay Chavdarov: Medalha de Ouro; 3. Ivan Dimitrov: Medalha de Ouro; 4. Marin Marinov: Medalha de Prata; 5. Ivaylo Nedelchev: Medalha de Prata; 6. Nikolay Mateev: Medalha de Prata.
  - BMO 1986: 1. Iliya Kraychev: Medalha de Ouro; 2. Ivaylo Nedelchev: Medalha de Ouro; 3. Nikolay Mateev: Medalha de Ouro; 4. Ivaylo Kortezov: Medalha de Ouro; 5. Vladimir Mihov: Medalha de Prata; 6. Zvezdelina Stankova: Medalha de Prata.ilver Medal
  - BMO 1987: 1. Vladimir Mihov: Medalha de Ouro; 2. Ivaylo Kortezov: Medalha de Ouro; 3. Alexander Grancharov: Medalha de Ouro; 4. Desislava Bakardzhieva: Medalha de Ouro; 5. Ivaylo Bakalov: Medalha de Prata; 6. Emanuil Atanasov: Medalha de Prata.
  - BMO 1988: 1. Desislava Bakardzhieva: Medalha de Pratal; 2. Emanuil Atanasov: Medalha de Ouro; 3. Krum Tsanev: Medalha de Prata; 4. Radoslav Bochev: Medalha de Prata; 5. Plamen Iliev: Medalha de Ouro; 6. Emanuil Todorov: Medalha de Prata.
  - BMO 1989: 1. Plamen Iliev: Medalha de Prata; 2. Dobromir Dimitrov: Medalha de Ouro; 3. Svetlozar Nestorov: Medalha de Ouro; 4. Dimiter Grancharov: Medalha de Ouro; 5. Yuri Dimitrov: Medalha de Prata; 6. Nikolay Stoev: Medalha de Prata.
  - BMO 1990: 1. Tihomir Asparuhov: Medalha de Ouro; 2. Plamen Koev: Medalha de Ouro; 3. Emanuil Todorov: Medalha de Ouro; 4. Petar Dimov: Medalha de Ouro; 5. Bozhko Bakalov: Medalha de Ouro; 6. Georgi Nedev: Medalha de Ouro.
  - BMO 1991: 1. Bozhko Bakalov: Medalha de Prata; 2. Georgi Nedev: Medalha de Prata; 3. Milen Yakimov: Medalha de Ouro, 4. Dancho Danev: Medalha de Prata; 5. Nikolay Tsvetkov; 6. Avgustin Marinov.
  - BMO 1992: 1. Mladen Dimitrov: Medalha de Ouro; 2. Stanislav Yordanov: Medalha de Ouro; 3. Nikolay Nikolov: Medalha de Ouro; 4. Martin Kasabov: Medalha de Ouro; 5. Boris Dimitrov: Medalha de Ouro; 6. Avgustin Marinov: Medalha de Ouro.
  - BMO 1993: 1. Avgustin Marinov: Medalha de Ouro; 2. Nikolay Nikolov: Medalha de Ouro; 3. Mladen Dimitrov: Medalha de Ouro; 4. Mariana Markova: Medalha de Ouro; 5. Ivan Velev: Medalha de Ouro; 6. Borislav Deyanov: Medalha de Prata.
  - BMO 1994: 1. Nikolay Nikolov: Medalha de Ouro; 2. Mladen Dimitrov: Medalha de Ouro; 3. Silvia Petrova: Medalha de Prata; 4. Yasen Siderov: Medalha de Ouro; 5. Valentin Dimitrov: Medalha de Prata; 6. Detelin Dosev.
  - BMO 1996: 1. Lyudmila Kamenova: Medalha de Ouro; 2. Ivan Ivanov: Medalha de Prata; 3. Dimitar Alexandrov: Medalha de Prata; 4. Rayko Chalkov: Medalha de Prata; 5. Stoyan Atanasov: Medalha de Prata; 6. Ivo Simeonov: Medalha de Prata.
  - BMO 1997: 1. Ivan Ivanov: Medalha de Ouro; 2. Rayko Chalkov: Medalha de Ouro; 3. Georgi Angelov: Medalha de Ouro; 4. Dimitar Zhechev: Medalha de Ouro; 5. Stoyan Atanasov: Medalha de Prata; 6. Kiril Sakaliyski: Medalha de Prata.
  - BMO 2009: 1. Lyuboslav Panchev: Medalha de Prata; 2. Svetozar Stankov: Medalha de Ouro; 3. Alexandar Makelov: Medalha de Bronze; 4. Borislav Valkov: Medalha de Prata; 5. Galin Statev: Medalha de Ouro; 6. Svetoslav Karaivanov: Medalha de Prata.
  - BMO 2010: 1. Lyuboslav Panchev: Medalha de Ouro; 2. Zhivko Zhechev: Medalha de Prata; 3. Emil Lalov: Medalha de Bronze; 4. Viktor Valov: Medalha de Prata; 5. Kameliya Belcheva; 6. Alexandar Makelov: Medalha de Ouro.
  - BMO 2011: 1. Viktor Valov: Medalha de Prata; 2. Zhivko Zhechev: Medalha de Prata; 3. Mladen Valkov: Medalha de Prata; 4. Slavcho Slavchev: Medalha de Bronze; 5. Bogdan Stankov: Medalha de Prata; 6. Kubrat Danailov: Medalha de Ouro.

- Chipre
  - No Chipre foram quatro competições provinciais e uma competição nacional (Pancyprian) que realizaram-se anualmente. Durante as competições, 30 alunos são selecionados e dois testes para seleção de equipes são realizadas, para determinar quem será o seis membros da equipe nacional para a BMO.  Em cada seleção ou teste, existem quatro questões geralmente cobrindo, geometria, Teoria, álgebra e combinatória de (nível elementar) em quatro horas e meia.
- Grécia
  - Θαλής (Thalis) - Primeira rodada
  - Ευκλείδης (Efklidis) - segunda rodada
  - Αρχιμήδης (Archimidis) - terceira rodada

- Sérvia
  - BMO 2011: 1.Teodor von Burg 2.Filip Zivanovic 3.Igor Spasojevic 4.Rade Spegar 5.Stefan MIhajlovic 6.Stevan Gajevic
- Montenegro
  - BMO 2011: 1.Radovan Krtolica: Medalha de Prata 2.Oleg Smiljanic 3.Olja Krastovic 4.Nikola Kovacevic 5.Beco Merulic 6.Aleksandar Dobrasinovic

## Lista das sede das BMOs
- O 1º BMO realizou-se em Atenas, Grécia em 1984.
- O 2º BMO realizou-se em Sófia, Bulgária em 1985.
- O 3º BMO realizou-se em Bucareste, Romênia em 1986.
- O 4° BMO realizou-se em Atenas, Grécia em 1987.
- O 5º BMO realizou-se em Nicósia, Chipre em 1988.
- O 6º BMO realizou-se em Split, Jugoslávia em 1989.
- O 7º BMO realizou-se em Sófia, Bulgária em 1990.
- O 8º BMO realizou-se em Constança, Romênia em 1991.
- O 9º BMO realizou-se em Atenas, Grécia em 1992.
- O 10º BMO realizou-se em Nicósia, Chipre em 1993.
- O 11º BMO realizou-se em Novi Sad, Jugoslávia em 1994.
- O 12º BMO realizou-se em Plovdiv, Bulgária em 1995.
- O 13º BMO realizou-se em Bacău, Romênia em 1996.
- O 14º BMO realizou-se em Kalambaka, Grécia nos dias 28 de Abril-4 de Maio 1997.
- O 15º BMO realizou-se em Nicósia, Chipre nos dias 3–9 de Maio 1998.
- O 16º BMO realizou-se em Ocrida, Macedônia do Norte nos dias 6–12 de Maio 1999.
- O 17º BMO realizou-se em Quixinau, Moldávia nos dias 3–9 de May 2000.
- O 18º BMO realizou-se em Belgrado, Jugoslávia nos dias 3–9 de Maio 2001.
- O 19º BMO realizou-se em Antália, Turquia nos dias 25 de Abril-1 Maio 2002.
- O 20º BMO realizou-se em Tirana, Albânia nos dias 2–8 de Maio 2003.
- O 21º BMO realizou-se em Pleven, Bulgária nos dias 5–11 Maio 2004.
- O 22º BMO realizou-se em Iaşi, Romênia nos dias 4–10 de Maio 2005.[1]
- O 23º BMO realizou-se em Agros, Chipre nos dias 27 de Abril-3 Maio 2006.[2]
- O 24º BMO realizou-se em Rodes, Grécia nos dias 26 de Abril-2 Maio 2007.[3]
- O 25º BMO realizou-se em Ocrida, Macedônia do Norte nos dias 4–10 de Maio 2008.[4]
- O 26º BMO realizou-se em Kragujevac, Sérvia nos dias 28 de Abril-4 de maio 2009.
- O 27º BMO realizou-se em Quixinau, Moldávia nos dias 2–8 de Maio 2010.[5]
- O 28º BMO realizou-se em Iaşi, Romênia nos dias 4-9 de Maio 2011.[6]
- O 29º BMO realizou-se em Antália, Turquia nos dias 26 de Abril-2 Maio 2012.[7]